# Michaił Aloszyn (polityk)
Michaił Tierientjewicz Aloszyn (ros. Михаил Терентьевич Алёшин, ur. w październiku 1900 we wsi Nikołajewka w powiecie pronskim w guberni riazańskiej, zm. 18 grudnia 1941) – radziecki polityk, działacz partyjny.

## Życiorys
Pochodził z biednej rodziny chłopskiej, w wieku 9 lat stracił ojca. Pracował jako robotnik rolny u bogatych chłopów, później był zatrudniony w herbaciarni w Moskwie, następnie przeniósł się do Szczołkowa, gdzie uczył się lutowania w zakładach chemicznych, w październiku 1918 wrócił do rodzinnej wsi i podjął pracę na roli. Od maja 1919 służył w Armii Czerwonej, walczył w wojnie domowej w składzie 54 Dywizji Piechoty na Froncie Piotrogrodzkim, od grudnia 1919 do kwietnia 1920 z powodu choroby przebywał w szpitalu w Twerze. Następnie był szeregowym 214 pułku 24 Dywizji Piechoty na Ukrainie oraz na froncie polskim, po zwolnieniu z armii w 1922 został robotnikiem kolejowym w guberni moskiewskiej. 
W listopadzie 1925 został przyjęty do WKP(b), od 1928 do listopada 1931 uczył się na rabfaku (fakultecie robotniczym) Moskiewskiego Instytutu Inżynierów Transportu, następnie studiował w tym instytucie i od grudnia 1937 do maja 1938 pełnił funkcję sekretarza jego komitetu partyjnego. 
Od czerwca 1938 do stycznia 1939 był II sekretarzem, a od stycznia do sierpnia 1939 I sekretarzem Komitetu Obwodowego Komunistycznej Partii (bolszewików) Kazachstanu w Kustanaju, jednocześnie od lipca 1938 wchodził w skład KC KP(b)K. W 1939 był zastępcą szefa Oddziału 1 Wydziału Ekonomicznego NKWD Kazachskiej SRR. 16 lutego 1939 został odznaczony Orderem Czerwonego Sztandaru Pracy. 
Po ataku Niemiec na ZSRR został zmobilizowany, podczas walk na froncie dostał się do niewoli, w której zginął w grudniu 1941.